# 南努
南 努（みなみ つとむ、1987年3月4日 - ）は、日本のシンガーソングライター。和歌山県串本町出身。2012年11月9日、1st Single「Nothing Sight」で全国CDデビュー。

## 略歴
2011年8月より本格的に音楽活動を開始。
2012年11月9日 1st single「Nothing sight」全国リリース。
2012年11月18日 和歌山県那智勝浦で行われた「さだまさしチャリティーコンサート」のオープニングアクトに抜擢される。
2012年12月～2013年3月 ラジオ関西CRK MUSIC H.E.A.D.S（毎週金曜日22:00-24:00）のパーソナリティとして活躍。
2014年3月22日 和歌山県那智勝浦町体育文化会館にて平成23年9月に起きた紀伊半島大水害の復興チャリティーコンサートを開催。（来場者数1031人、義援金504,976円を那智勝浦町に寄付）
2014年11月 和歌山県新宮市100キロウォーキング公式テーマソング「見えないゴール」を楽曲提供。
2015年9月9日 レスリング応援ソング「Dreamer」をリリース。オリコンチャート初登場16位を獲得。
2016年4月〜2017年8月 WBS和歌山放送ラジオ「新宮発☆ラジオで元気！」（毎週水曜日13:00-15:00）のパーソナリティとして活躍。
2016年12月24日 配信限定シングル「ストライド」をリリース。
2017年6月10日 配信限定シングル「HOME〜心安らげる場所〜」をリリース。
2018年3月4日 配信限定シングル「Toward(Acoustic Ver.)」をリリース。
2019年4月3日 1st ALBUM「selection」リリース。各地でインストアライブ&サイン会を開催。
2019年7月26日 レスリング全国少年少女選手権大会での開会式において国歌斉唱（国歌独唱）を行う。
2020年7月22日 オムニバスアルバム「夢・現・大」に参加。
2020年12月24日 Digital Single「kooza」をリリース。
2022年4月9日 Digital Single「1パイントの贈り物」をリリース。
2024年10月24日 インスタグラムにて音楽活動の休止を発表。

## エピソード
2012年那智勝浦でのコンサート出演以来、さだまさしとは交流があり、さだのコンサートの際にはたびたび楽屋を訪れている。
同じ和歌山県出身でレスリングアトランタ五輪銅メダリスト(元早稲田大学レスリング部監督)太田拓弥とは交流が深く、2015年9月9日発売のレスリング応援ソング「Dreamer」では太田拓弥が作詞をし南努が作曲を手掛けている。CDの帯裏面には「絶対諦めないそれこそが全て」との太田のコメントが記載されている。また、帯表面には「霊長類最強女子」の異名を持つ吉田沙保里による「レスリングを愛するすべての方に聞いていただきたい」とのコメントも記載されている。
従兄弟には、プロゴルファーの森郁美がいる。
カリスマジュンヤとは親しい付き合いで、宮崎本店のキンミヤ焼酎を題した『コイツが噂のキンミヤボーイ』というテーマソングを共同で制作した。